# إبراهيم سالمين
إبراهيم سالمين ، لاعب كرة قدم قطري، يلعب مع نادي الوكرة، ويلعب مع منتخب قطر لكرة القدم.

## كأس الخليج 2003
و قد سجل هدف في مرمى منتخب اليمن لكرة القدم.